# Tillandsia balbisiana
Tillandsia balbisiana là một loài thuộc chi Tillandsia. Đây là loài bản địa của Florida.

## Hình ảnh

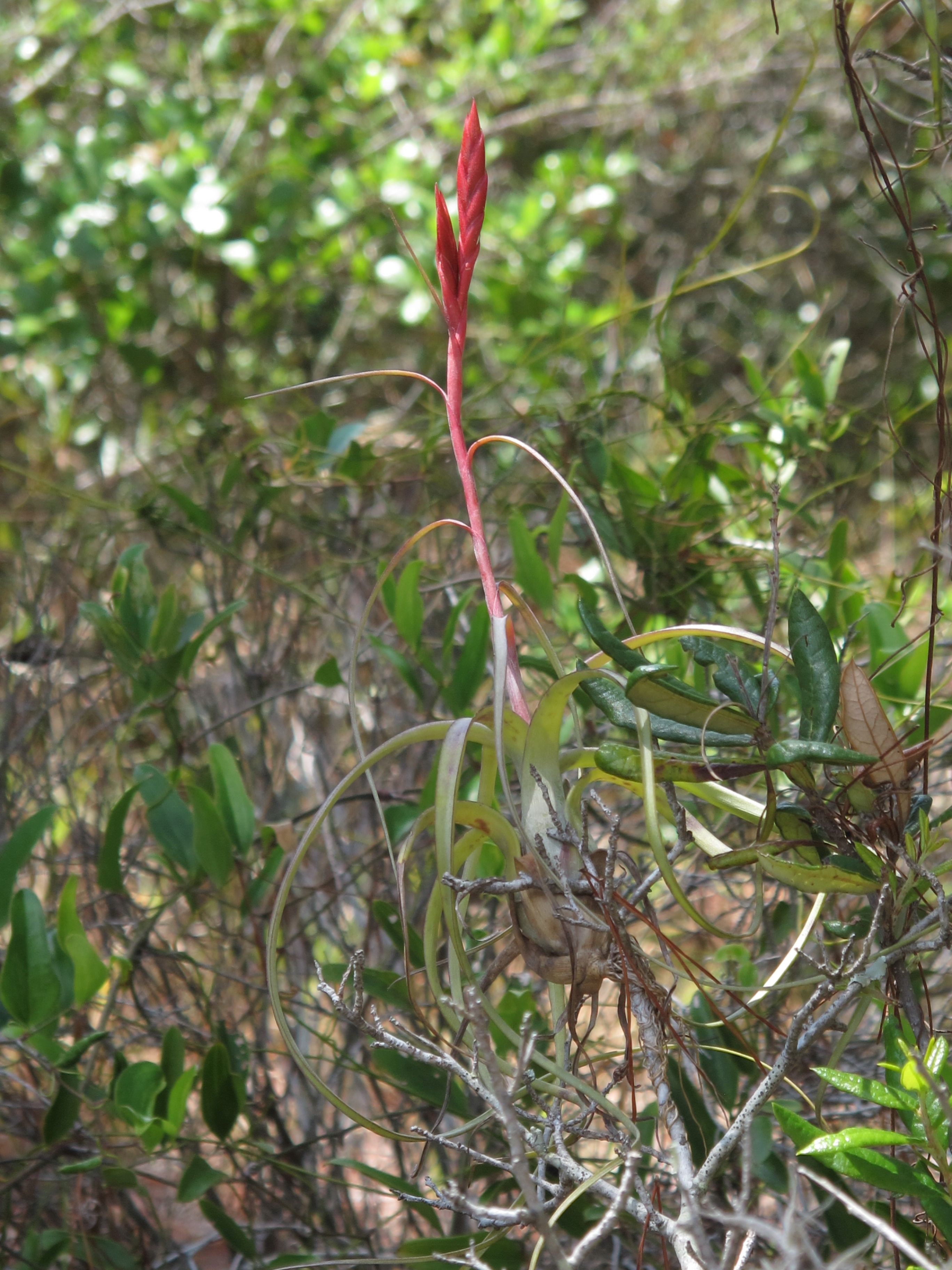
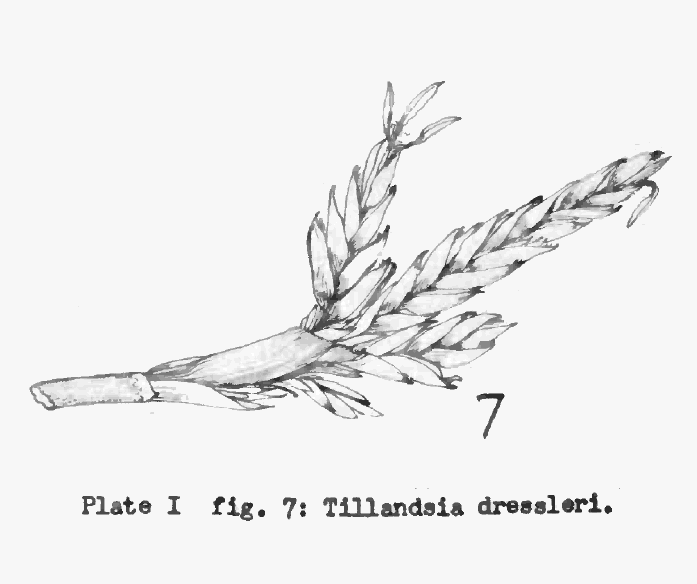

## Giống
- Tillandsia 'Dura Flor'
- Tillandsia 'Florida'
- Tillandsia 'Polly Ellen'
- Tillandsia 'Red Fountain'
- Tillandsia 'Royale'
- Tillandsia 'Timm'